# 오감도

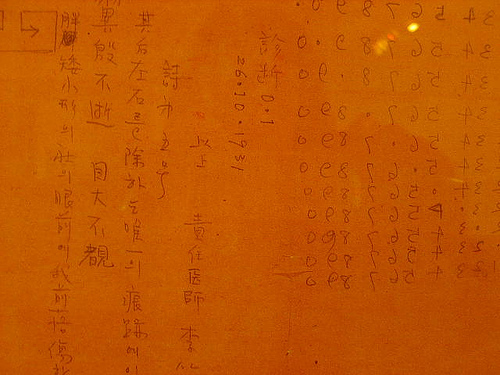
오감도 시제4호와 5호 친필

〈오감도〉(烏瞰圖)는 작가 이상의 15편으로 된 연작 시로 조선중앙일보에서 연재하였다. 본래 30회를 예정해 연재했으나 항의 투서(投書)가 빗발치면서 결국 15회 만에 연재를 중단하였다.

## 제목의 유래
새가 높은 곳에서 아래를 내려다 본 것과 같은 상태의 도면을 '조감도(鳥瞰圖)'라 하는데, 여기서 '새 조(鳥)'의 한 획을 빼서 '까마귀 오(烏)'로 바꾸어 쓴 것. 이러한 특이한 제목 때문에 초기 조판 과정에서 몇 번이나 조감도로 수정되었다는 일화가 전해진다. 이러한 제목은 불안 의식을 드러내기 위한 의도적인 표현이라고 보는 것이 일반적인 견해이다. 전통적으로 불행을 의미했던 까마귀라는 단어 또한 이 시의 분위기를 꺼림칙하게 하고 있다.

## 오감도 시제1호
烏瞰圖 詩第一號

十三人의兒孩가道路로疾走하오.

(길은막다른골목길이適當하오.)

第一의兒孩가무섭다고그리오.

第二의兒孩도무섭다고그리오.

第三의兒孩도무섭다고그리오.

第四의兒孩도무섭다고그리오.

第五의兒孩도무섭다고그리오.

第六의兒孩도무섭다고그리오.

第七의兒孩도무섭다고그리오.

第八의兒孩도무섭다고그리오.

第九의兒孩도무섭다고그리오.

第十의兒孩도무섭다고그리오.

第十一의兒孩도무섭다고그리오.

第十二의兒孩도무섭다고그리오.

第十三의兒孩도무섭다고그리오.

十三人의兒孩는무서운兒孩와무서워하는兒孩와그렇게뿐이모혓소.

(다른事情은업는 것이차라리나앗소)

그中에一人의兒孩가무서운兒孩라도좃소.

그中에二人의兒孩가무서운兒孩라도좃소.

그中에二人의兒孩가무서워하는兒孩라도좃소.

그中에一人의兒孩가무서워하는兒孩라도좃소.

(길은뚫린골목이라도適當하오.)

十三人의兒孩가道路로疾走하지아니하야도좃소.

### 해석
보통, 1930년대 식민지 조선에서 식민지인들은 어디를 가건 불안에 떨며 절망적인 삶을 살 수밖에 없었을 것이다. 또, 이상은 폐병을 앓고 있었기에 죽음의 그림자가 늘 그를 따라다녔다. 삶의 의미와 방향을 잃고 상호 불신과 맹목적인 경쟁 속에서 불안 의식을 떨쳐버리지 못하는 13인의 아해는 바로 우리 민족의 자화상이요, 이상 자신의 모습인 것이다. 이 시는 암울한 시대를 불안과 공포로 가슴 졸이며 살아야 했던 식민지 지식인의 공포와 좌절, 그리고 희미한 희망의 불꽃이라도 잡아 보려고 하는 위기 의식을 '막다른 골목'과 '뚫린 골목'이라는 역설적 상황으로 표현하고 있다.

## 같이 보기
- 이상 (작가)

## 참고 문헌
- (주)도서출판 디딤돌 고등학교 문학(하) 교과서, 331 ~ 332쪽